# Quercus iltisii
Quercus iltisii — вид рослин з родини букових (Fagaceae); ендемік тихоокеанського схилу Сьєрри-Мадрес-дель-Сур — Мексика.

## Опис
Це вічнозелене дерево, що виростає 10–25 м у висоту зі стовбуром 30–50(100) см у діаметрі. Зріла кора чорнувата, тріщинувата. Гілочки голі, з непомітними сочевичками. Листки ланцетні або вузько-довгасті, 5–15 × 1–4 см; верхівка гостра; основа округла; край цілий, злегка хвилястий (лише дуже молоде листя з деякими зубцями); верх світло-зелений, без волосся; низ блідіший, з волосками; ніжка листка завдовжки 5 мм. Жолуді однорічні, яйцюваті, із закругленою основою, завдовжки 12–20 мм; чашечка охоплює від 1/4 до 1/3 горіха.

## Поширення й екологія
Ендемік тихоокеанського схилу Сьєрри-Мадрес-дель-Сур — Мексика (штати Халіско, Коліма).
Вид значною мірою мешкає в теплих помірних низинах і тропічних листопадних лісах, вступаючи в сосново-дубові ліси як важливий компонент на високих висотах і продовжуючи в гірські мезофітні ліси. Росте на висотах 330–1500 м.

## Використання
Заготовляється на дрова, а деревина використовується для невеликих будівельних проектів, таких як стовпи огорож і для виготовлення інструментів. Жолуді й кора використовують місцево в традиційній медицині, а жолуді також забезпечують корм.

## Загрози
Найголовнішою загрозою є вирубка лісів та знищення середовища проживання.